# BMW R39
De BMW R 39 is een motorfiets van het merk BMW
Dit was in 1925 de eerste eencilinder motorfiets die BMW ooit produceerde. Het werd geen succes. BMW bouwde haar motorfietsen modulair, dat wil zeggen men gebruikte dezelfde elementen (zoals frames, voorvorken etc.) voor verschillende modellen. Het frame van de R 37, maar ook de kopklepmotor en de asaandrijving maakte de 250 cc motorfiets met 1870 Reichsmark erg (te) duur. Er werden er tussen 1925 en 1927 slechts 855 geproduceerd.
Het merk leek voorlopig genezen te zijn van de eencilinders, waardoor deze machine geen opvolger kreeg. Pas toen een Duitse wetswijziging in 1928 het rijden op motorfietsen van minder dan 200 cc belasting- en rijbewijsvrij verklaarde, zag men er weer een been in. In 1931 verscheen de R 2.

## Technische Gegevens
| Periode         | 1925-1927                   | 1925-1927                   | 1925-1927                   |
| Productieaantal | 855                         | 855                         | 855                         |
| Categorie       | sportmotor                  | sportmotor                  | sportmotor                  |
| Motortype       | kopklepmotor                | kopklepmotor                | kopklepmotor                |
| Bouwwijze       | langsgeplaatste eencilinder | langsgeplaatste eencilinder | langsgeplaatste eencilinder |
| Boring          | 68 mm                       | 68 mm                       | 68 mm                       |
| Slag            | 68 mm                       | 68 mm                       | 68 mm                       |
| Cilinderinhoud  | 247 cm³                     | 247 cm³                     | 247 cm³                     |
| Max. Vermogen   | 4 kW / 6½ pk                |                             |                             |
| Topsnelheid     | 90 km/h                     | 90 km/h                     | 90 km/h                     |
| Aandrijving     | as                          | as                          | as                          |
| Drooggewicht    | 110 kg                      | 110 kg                      | 110 kg                      |
| Tankinhoud      | 10 ltr                      | 10 ltr                      | 10 ltr                      |
| Voorganger      | geen                        | geen                        | geen                        |
| Opvolger        | geen                        | geen                        | geen                        |